# 浪江町立浪江小学校
浪江町立浪江小学校（なみえちょうりつ なみえしょうがっこう）は、福島県双葉郡浪江町にあった公立小学校。2011年3月11日に発生した東北地方太平洋沖地震（東日本大震災）では福島第一原子力発電所事故の影響により全町避難となり、約5ヶ月間休校する必要性に迫られた。
2013年3月時点では二本松市の仮校舎（旧下川崎小学校）で学校活動が行われていた。震災前は児童が500人以上在籍していたが、県外避難の影響などにより2012年度の児童数は30人に激減、2020年度には、ついに在籍児童数がゼロになり、2021年3月末をもって廃校となった。

## 沿革
- 1873年（明治6年）6月1日 - 中村藩の郷校たる明倫館に開設して、浪江小学校として創立。
- 1887年（明治20年） - 浪江高等小学校と改称。
- 1890年（明治23年） - 浪江尋常小学校へ改称。
- 1919年（大正8年）3月 - 浪江尋常高等小学校と改称し、校舎を新築。
- 1941年（昭和16年）4月1日 - 国民学校令により、浪江国民学校へ改称。
- 1945年（昭和20年）8月 - 戦災を受ける。
- 1947年（昭和22年）
  - 4月1日 - 学制改革により、浪江町立浪江小学校へ改称。
  - 7月 - 南校舎の東半分を改築。
- 1956年（昭和31年）2月 - 校歌制定。
- 1966年（昭和41年）9月 - 南校舎焼失。
- 1967年（昭和42年）8月30日 - 南校舎8教室（鉄筋2階建）完成。
- 1980年（昭和55年）8月2日 - 新校舎建築落成移転。
- 1982年（昭和57年）3月25日 - 屋内運動場完成。
- 1983年（昭和58年）5月11日 - プール完成。
- 1988年（昭和63年）3月1日 - 視聴覚室整備。
- 2003年（平成15年）12月1日 - 大規模改修第一期工事完了（北・東・西校舎）。
- 2004年（平成16年）12月1日 - 大規模改修第二期工事完了（南・旧校舎）。
- 2011年（平成23年）
  - 3月11日 - 14時46分ころに発生した東日本大震災とその後に起きた福島第一原子力発電所事故の影響により、休校となる。
  - 8月1日 - 学校再開。
  - 8月25日 - 町内の6校を当校のみに再編をした上で二本松市の仮校舎で学校活動を再開。本校は、旧二本松市立下川崎小学校で開校式を行った。
- 2012年（平成24年） - 郷土について学ぶ「ふるさとなみえ科」の授業を開始[5]。
- 2020年（令和2年）4月1日 - 在籍児童数がゼロになる[6]。
- 2021年（令和3年）3月31日 - 2018年（平成30年）4月に開校した浪江町立なみえ創成小学校への統合により閉校[6]。

## 卒業後の主な進路
- 浪江町立浪江中学校

## 交通アクセス
- 常磐線 浪江駅下車